# الدوري التشيلي لكرة القدم 1968
الدوري التشيلي لكرة القدم 1968 (بالإسبانية: Primera División de Chile 1968)‏ هو الموسم 36 من الدوري التشيلي لكرة القدم. كان عدد الأندية المشاركة فيه 18، وفاز فيه سانتياغو واندررز.